# Mimosa myriacantha
Mimosa myriacantha är en ärtväxtart som beskrevs av John Gilbert Baker. Mimosa myriacantha ingår i släktet mimosor, och familjen ärtväxter. Inga underarter finns listade i Catalogue of Life.